# Exército do Povo de Uganda
Exército do Povo de Uganda ou Exército Popular de Uganda  (em inglês:  Uganda People's Army, UPA) foi um grupo rebelde recrutado principalmente a partir do povo Iteso, em Uganda, entre 1987 e 1992. O grupo era composto principalmente de ex-soldados das forças especiais do Exército de Libertação Nacional de Uganda e se opôs ao Exército de Resistência Nacional do governo de Yoweri Museveni, que assumiu o poder em janeiro de 1986. Atingindo o auge após o abigeato muito difundido pelos Karamojong em 1997, a rebelião do Exército do Povo de Uganda acabou por ser finalizada através da mediação da Comissão Teso.

## Origem
Na década de 1970, o Presidente Idi Amin Dada criou as unidades da Guarda Doméstica dos Iteso especificamente para proteger a região de ataques dos ladrões de gado Karamojong. Os Guardas Domésticos provaram ser altamente eficazes e, após a derrubada de Amin, foram mantidos como milícia popular. Na Guerra Civil de 1980-1986, a milícia Iteso lutou contra os rebeldes do Exército de Resistência Nacional de Yoweri Museveni ao lado de unidades regulares do Exército de Libertação Nacional de Uganda e da Força Especial, o braço paramilitar da Força Policial de Uganda.  Após a queda de Kampala para o Exército de Resistência Nacional em janeiro de 1986, os soldados derrotados do Exército de Libertação Nacional de Uganda recuaram em desordem para suas regiões de origem no norte.
Considerando esse histórico e o apoio anterior da região a Milton Obote, o Administrador Especial do Distrito em Soroti, o Tenente Rwakatare-Amooti ordenou o desmantelamento da milícia popular. Obalell Omoding relaciona isso como o primeiro erro do Administrador Especial, sendo os outros: a decisão de prender todo o pessoal da força de segurança que havia retornado às suas aldeias natais e confiscar suas armas; a proibição contra a movimentação de gado fora da sub-região; e a aparente habilidade dos altos oficiais do Exército de Resistência Nacional em desrespeitar essa proibição para obter lucro com a venda do gado do povo teso em outros lugares.
A origem exata do movimento rebelde não é clara. O que parece claro é que a dissolução da milícia popular, assim como a Força Especial, criou um vácuo de segurança ao longo dos limites com Karamoja, o qual os abactores Karamajong exploraram para realizar incursões aos tesos. Apesar do agravamento da situação de segurança, o Exército de Resistência Nacional permaneceu focado na captura de potenciais ameaças à sua nova autoridade. Isso, por sua vez, forçou muitos ex-membros da milícia, policiais e soldados a se esconderem, ou esconder suas armas para que pudessem ser usadas para proteção contra ladrões de gado.

## A insurreição
Uma série massiva de abigeatos em 1987 resultou na remoção de quase todo o gado, a principal fonte de riqueza da região. A proibição contra o movimento do gado para fora da região, o que praticamente garantiu que seria roubado pelos incursores, passou a ser vista como draconiana, enquanto rumores do desrespeito desta regra por oficiais do Exército de Resistência Nacional para ganho pessoal foi visto como mais um exemplo de malícia por parte da administração Museveni. A indignação resultante dos tesos levaria à organização pelos ex-membros das forças de segurança do grupo rebelde Exército do Povo de Uganda, sob o comando de Peter Otai, Ministro da Defesa durante o segundo mandato de Obote (1981-1985). No nível em que a sua filiação foi composta em grande parte por soldados profissionais, o Exército do Povo de Uganda assemelhou-se ao Exército Democrático do Povo de Uganda, dos acholis, que estava lutando contra o governo no norte.
Tanto o Exército de Resistência Nacional quanto o Exército do Povo de Uganda ficaram conhecidos por suas táticas opressivas contra civis durante a insurgência. Talvez o caso mais famoso seja o ocorrido em julho de 1989, quando 69 prisioneiros sob custódia do Exército de Resistência Nacional foram trancados em um vagão na Estação Ferroviária de Okungulo no sub-condado de Mukura, distrito de Kumi, e aparentemente sufocados de forma intencional até a morte. Em 1990, a Comissão Teso foi formada para buscar o fim do conflito, um esforço que deu frutos em 1992, quando a insurgência terminou.

## Resultado
Na eleição presidencial de 1996, Museveni recebeu a maioria dos votos na região dos tesos. Em junho de 2003, mais de 2000 ex-membros do Exército do Povo de Uganda, sob o comando de Musa Ecweru, então comissário distrital residente de Kasese e o membro do parlamento local John Eresu se juntaram ao exército nacional como uma força paramilitar para combater as incursões do Exército de Resistência do Senhor, um grupo rebelde que se originou nos acholis. O Exército de Resistência do Senhor havia procurado ex-combatentes do Exército do Povo de Uganda na esperança de que estes aderissem à sua rebelião. Somente depois que ficou claro que os Iteso eram hostis à sua presença, o Exército de Resistência do Senhor começou a atacar a população.